# Акамацу Саданори
Акамацу Саданори (яп. あかまつ さだのり; 1306, Япония — 1374) — сын даймё Акамацу Норимура. Также у Саданори было 3 брата: Акамацу Норисуке, Акамацу Сокую, Акамацу Удзинори.
Акамацу Саданори в период Намбоку-тё был назначен уполномоченным по финансам клана Акамацу.
В 1352 г., во время восстания годов Гэнко, Саданори и Норисуке повели армию в провинцию Сетцу в бой против армии Южного двора. Результатом столкновения было ослабление армии императора Го-Мураками и генерала Очи Гента.
Умер в 1374 г.